# SM i nyskrivna snapsvisor
SM i nyskrivna snapsvisor är en årlig tävling som sedan 1995 arrangeras av Spritmuseum, (tidigare Vin & Sprithistoriska museet) för att uppmuntra skrivande och framförande av nya snapsvisor.
Sedan 2000 får de fem bäst placerade bidragen i SM även äran att representera Sverige i VM i nyskrivna snapsvisor, en landskamp som växelvis arrangeras i Sverige av Spritmuseum och i Finland av Finlandssvenska Rimakademin, FiRA. 

## Format
Vem som helst är välkommen att skriva och skicka in upp till tre bidrag till årets tävling. Inskickade visor ska på ett eller annat sätt handla om snaps, får gärna vara lättsamma med en knorr på slutet och gå på välbekanta melodier. De får heller inte ha framförts innan tävlingen.
Bland de inkomna bidragen väljer en urvalsjury ut tio finalbidrag som sedan framförs inför publik under mästerskapet, som i regel går av stapeln någon gång under hösten. Publiken bjuds på silltallrik, öl och nubbe och gängse format är att de tävlande först framför sin visa solo och sedan tillsammans med publiken.
Vinnaren utses av en speciell jury som består av 3-4 ledamöter, ofta nöjesprofiler eller personer med någon sorts anknytning till musik, mat- och dryckeskultur samt representanter för Spritmuseum.

### Publikens pris
Vid sidan av det officiella priset delas även ett pris ut till den visa som fått flest röster av publiken på plats.

### 7-minutersvisan
Ett sporadiskt återkommande tävlingsmoment är 7-minutersvisan som genomförs under tiden juryn överlägger. Både publik och deltagare i den ordinarie tävlingen får 7 minuter på sig att författa en snapsvisa på  givet ämne och melodi. Därefter framförs alla visorna och vinnare blir den som fått bäst bifall från publiken.

## Rekord

### Fyra segrar
- Anders Byström, Enskede (1995, 1996, 2005, 2015)

### Tre segrar i rad
- Hasse Nilsson, Växjö (2020, 2021, 2022) [3]

### Tre segrar
- Caj Gustafsson, Simrishamn (2004, 2008, 2018)

### Två segrar
- Eric de Maré, Malmö (2007, 2010)

## Tävlingar[1]
| År   | Datum              | Lokal                                   | Jury | Vinnare                                                |
| ---- | ------------------ | --------------------------------------- | --- | ------------------------------------------------------ |
| 1995 | -                  | -                                       | - | Anders Byström, Enskede                                |
| 1996 | -                  | -                                       | - | Anders Byström, Enskede                                |
| 1997 | -                  | -                                       | - | Paul Olof Meinander, Grankulla, Finland                |
| 1998 | -                  | -                                       | - | Henrik Huldén, Masaby, Finland                         |
| 1999 | -                  | -                                       | - | Sven Erik Österberg, Stockholm                         |
| 2000 | -                  | -                                       | - | Sten O. Andréasson, Lund                               |
| 2001 | 14 oktober, 2001   | Vin & Sprithistoriska museet, Stockholm | - Jan Malmsjö, skådespelare - Jeja Sundström, vissångerska - Dan Lundberg, folkmusikforskare - Mirja Lausson, museichef | Rolf Malmström, Örkelljunga                            |
| 2002 | -                  | -                                       | - Anders Berglund, musiker - Margareta Kjellberg, vissångerska - Dan Lundberg, chef för Svenskt Visarkiv - Mirja Lausson, museichef                                                                                         | Martin Rosengren, Göteborg                             |
| 2003 | oktober, 2003      | Vin & Sprithistoriska museet, Stockholm | - | Ulrika Thunstedt, Stockholm                            |
| 2004 | 10 oktober, 2004   | Vin & Sprithistoriska museet, Stockholm | - Hans Alfredson, författare, kuplettmakare med mera - Dan Lundberg, chef för Svenskt visarkiv - med flera | Caj Gustafsson, Simrishamn                             |
| 2005 | -                  | -                                       | - | Anders Byström, Enskede                                |
| 2006 | -                  | -                                       | - Horace Engdahl, Svenska Akademiens dåvarande ständige sekreterare - Tina Ahlin, kompositör och musiker - Egon Jacobsson, ordförande Stiftelsen Vin & Sprithistoriska Museet - Dan Lundberg, chef för Svenskt visarkiv.    | Rolf Malmström, Ängelholm & Jan Carlestam, Örkelljunga |
| 2007 | 20 oktober, 2007   | Vin & Sprithistoriska museet, Stockholm | - Louise Hoffsten, sångerska och kompositör, - Göran Lundqvist, ordförande Stiftelsen Vin & Sprithistoriska Museet - Dan Lundberg, chef för Svenskt visarkiv - Mirja Lausson, museichef                                     | Erik de Maré, Malmö                                    |
| 2008 | 18 oktober, 2008   | Vin & Sprithistoriska museet, Stockholm | - Lotta Andreasson, fd krogdrottning - Märta Ramsten, fd arkivchef för Svenskt Visarkiv, musiketnolog och forskare - Björn von Matern, styrelsemedlem i stiftelsen Vin & Sprithistoriska Museet - Mirja Lausson, museichef. | Caj Gustafsson, Simrishamn                             |
| 2009 | 10 oktober, 2009   | Vin & Sprithistoriska museet, Stockholm | - Cissi Elwin Frenkel, VD, Svenska Filminstitutet - Jonas Hallberg, diversearbetare (förkortas enligt honom själv som diva) - Märta Ramsten, fd chef för Svenskt Visarkiv - Ingrid Leffler, museichef                       | Peter Roadson, Skurup                                  |
| 2010 | 9 oktober, 2010    | Vin & Sprithistoriska museet, Stockholm | - Göran Lundqvist, styrelseordförande Vin & Sprithistoriska Museet - Dan Lundberg, arkivchef Svenskt Visarkiv - Anders Byström svensk mästare i snapsvisor 1995, 1996 och 2005 - Ingrid Leffler, museichef                  | Erik de Maré, Malmö                                    |
| 2011 | 11 oktober, 2011   | Spritmuseum, Stockholm                  | - Wille Crafoord, artist - Anders Byström, svensk mästare i nyskrivna snapsvisor 1995, 1996 och 2005 - Anne Bonnerstig, Commercial Director, Altia Sweden AB - Ingrid Leffler, museichef, Vin & Sprithistoriska Museet      | Annika Rymark, Västerås                                |
| 2012 | 6 oktober, 2012    | Spritmuseum, Stockholm                  | - Göran Lundqvist, styrelseordförande Spritmuseum - Dan Lundberg, arkivchef Svenskt Visarkiv - Anders Byström svensk mästare i snapsvisor 1995, 1996 och 2005 - Ingrid Leffler, museichef.                                  | Ulf Söderqvist, Malmö                                  |
| 2013 | 5 oktober, 2013    | Spritmuseum, Stockholm                  | - Lars Melin, docent i nordiska språk vid Stockholms universitet - Rolf Malmström, svensk mästare i nyskrivna snapsvisor 2001 och 2006, - Annika Johansson som initierade tävlingen 1995 - Ingrid Leffler, museichef.       | Bosse Freij, Helsingborg                               |
| 2014 | 11 oktober, 2014   | Spritmuseum, Stockholm                  | - Dan Lundberg, chef för Arkiv- och biblioteksavdelningen på Statens musikverk - Louise Hoffsten, sångerska - Olof Stenhammar, entreprenör och bonde - Ingrid Leffler, musiechef, Spritmuseum                               | Peter Thurell, Danderyd                                |
| 2015 | 10 oktober, 2015   | -                                       | - Niklas Strömstedt - Christina Mattsson - Dan Lundberg - Ingrid Leffler | Anders Byström, Kärrtorp                               |
| 2016 | 15 oktober, 2016   | Bygget, Stockholm                       | - Steffo Törnquist - Dan Lundberg - Ingrid Leffler | Henrik Carlsson, Stockholm                             |
| 2017 | 7 oktober, 2017    | -                                       | - Staffan Hellstrand - Peter Thurell - Göran Lundkvist - Ingrid Leffler | Åsa Gunnarsson, Ås                                     |
| 2018 | 6 oktober, 2018    | Bygget, Stockholm                       | - Chris Heister - Zadia Granath - Dan Lundgren - Ingrid Leffler | Caj Gustafsson, Simrishamn                             |
| 2019 | 5 oktober, 2019    | Bygget, Stockholm                       | - Dan Lundberg - Richard Tellström - Eva Sjöstrand - Bo Richard Lundgren | Ingvar Axelsson, Växjö                                 |
| 2020 | 3 oktober, 2020    | Spritmuseum, Stockholm                  | - Chris Heister - Louise Hoffsten - Tina Ahlin | Hasse Nilsson, Växjö                                   |
| 2021 | 2 oktober, 2021    | Spritmuseum, Stockholm                  | - Dan Lundberg, generaldirektör Musikverket - Richard Tellström, måltidsforskare - Zaida Granath, världsmästare i nyskrivna snapsvisor - Eva Lenneman, intendent Spritmuseum.                                               | Hasse Nilsson, Växjö                                   |
| 2022 | 1 oktober, 2022    | Bygget, Stockholm                       | - Magnus Bexhed - Dan Lundberg - Jonas Nyberg - Ingrid Leffler | Hasse Nilsson, Växjö                                   |
| 2023 | 7 oktober, 2023    | Spritmuseum, Stockholm                  | - Christer Mellstrand, museichef - Jonas Nyberg, kommunikatör på Sveriges yrkesmusikerförbund - Richard Tellström, måltidshistoriker - David Sundin, programledare och komiker                                              | Magnus Edlund, Västerås                                |
| 2024 | 14 september, 2024 | Spritmuseum, Stockholm                  | - Edward Blom, gastronom och programledare - Christer Mellstrand, VD Spritmuseum - Karin Strand, chef Svenskt Visarkiv - David Sundin, programledare och komiker                                                            | Göran Storby, Växjö                                    |